# Coppa del Mondo di pattinaggio di velocità 2014
La Coppa del Mondo di pattinaggio di velocità 2014 (chiamata anche Essent ISU World Cup Speed Skating per motivi di sponsorizzazione) è iniziata l'8 novembre 2013 ed è terminata il 16 marzo 2014. La competizione è stata organizzata dalla ISU.

## Calendario
| Città                     | Impianto | Data                         |
| ------------------------- | -------- | ---------------------------- |
| Calgary                   |          | 8-10 novembre 2013           |
| Salt Lake City            |          | 15-17 novembre 2013          |
| Astana                    |          | 29 novembre-1º dicembre 2013 |
| Berlino                   |          | 6-8 dicembre 2013            |
| Inzell                    |          | 7-9 marzo 2014               |
| Finali di Coppa del Mondo |          |                              |
| Heerenveen                | Thialf   | 14-16 marzo 2014             |

## Risultati

### Uomini

#### Calgary
| Data             | Distanza               | Primo            | Secondo        | Terzo          |
| 8 novembre 2013  | 500 m (1)              | Ronald Mulder    | Mo Tae-Bum     | Jamie Gregg    |
| 8 novembre 2013  | 1500 m                 | Koen Verweij     | Shani Davis    | Kjeld Nuis     |
| 9 novembre 2013  | 1000 m                 | Shani Davis      | Kjeld Nuis     | Brian Hansen   |
| 9 novembre 2013  | Inseguimento a squadre | Paesi Bassi      | Stati Uniti    | Corea del Sud  |
| 10 novembre 2013 | 500 m (2)              | Tucker Fredricks | Mo Tae-Bum     | Ronald Mulder  |
| 10 novembre 2013 | 5000 m                 | Sven Kramer      | Jorrit Bergsma | Lee Seung-Hoon |

#### Salt Lake City
| Data             | Distanza               | Primo                   | Secondo       | Terzo          |
| 15 novembre 2013 | 500 m (1)              | Jōji Katō Gilmore Junio | non assegnato | Michel Mulder  |
| 15 novembre 2013 | 1500 m                 | Shani Davis             | Brian Hansen  | Koen Verweij   |
| 16 novembre 2013 | 1000 m                 | Shani Davis             | Kjeld Nuis    | Brian Hansen   |
| 16 novembre 2013 | Inseguimento a squadre | Paesi Bassi             | Stati Uniti   | Corea del Sud  |
| 17 novembre 2013 | 500 m (2)              | Keiichirō Nagashima     | Ronald Mulder | Mo Tae-Bum     |
| 17 novembre 2013 | 5000 m                 | Sven Kramer             | Bob de Jong   | Jorrit Bergsma |

#### Astana
| Data             | Distanza  | Primo               | Secondo        | Terzo           |
| 29 novembre 2013 | 1500 m    | Denis Juskov        | Koen Verweij   | Zbigniew Bródka |
| 30 novembre 2013 | 500 m (1) | Artëm Kuznecov      | Dmitrij Lobkov | Ronald Mulder   |
| 30 novembre 2013 | 1000 m    | Shani Davis         | Mirko Nenzi    | Michel Mulder   |
| 1º dicembre 2013 | 500 m (2) | Keiichirō Nagashima | Mo Tae-Bum     | Artëm Kuznecov  |
| 1º dicembre 2013 | 10000 m   | Sven Kramer         | Alexis Contin  | Patrick Beckert |

#### Berlino
| Data            | Distanza               | Primo          | Secondo         | Terzo               |
| 6 dicembre 2013 | 500 m (1)              | Michel Mulder  | Mo Tae-Bum      | Keiichirō Nagashima |
| 6 dicembre 2013 | 1500 m                 | Joey Mantia    | Zbigniew Bródka | Denis Juskov        |
| 7 dicembre 2013 | 1000 m                 | Mo Tae-Bum     | Michel Mulder   | Shani Davis         |
| 7 dicembre 2013 | Inseguimento a squadre | Paesi Bassi    | Corea del Sud   | Polonia             |
| 8 dicembre 2013 | 500 m (2)              | Mo Tae-Bum     | Jōji Katō       | Michel Mulder       |
| 8 dicembre 2013 | 5000 m                 | Jorrit Bergsma | Jan Blokhuijsen | Lee Seung-Hoon      |

#### Inzell
| Data         | Distanza          | Primo            | Secondo              | Terzo           |
| 7 marzo 2014 | 5000 m            | Jorrit Bergsma   | Sverre Lund Pedersen | Patrick Beckert |
| 8 marzo 2014 | 500 m (1)         | Ronald Mulder    | Gilmore Junio        | Nico Ihle       |
| 8 marzo 2014 | 1000 m            | Shani Davis      | Stefan Groothuis     | Brian Hansen    |
| 8 marzo 2014 | Partenza in linea | Arjan Stroetinga | Bart Swings          | Bob de Vries    |
| 9 marzo 2014 | 500 m (2)         | Jan Smeekens     | Nico Ihle            | Michel Mulder   |
| 9 marzo 2014 | 1500 m            | Brian Hansen     | Denny Morrison       | Koen Verweij    |

#### Finali -Heerenveen
| Data          | Distanza               | Primo          | Secondo         | Terzo               |
| 14 marzo 2014 | 1000 m                 | Denny Morrison | Shani Davis     | Kjeld Nuis          |
| 14 marzo 2014 | Partenza in linea      | Bob de Vries   | Maarten Swings  | Bram Smallenbroek   |
| 15 marzo 2014 | 1500 m                 | Denis Juskov   | Koen Verweij    | Zbigniew Bródka     |
| 15 marzo 2014 | 500 m (1)              | Ronald Mulder  | Jan Smeekens    | Gilmore Junio       |
| 15 marzo 2014 | Inseguimento a squadre | Paesi Bassi    | Polonia         | Norvegia            |
| 16 marzo 2014 | 5000 m                 | Jorrit Bergsma | Jan Blokhuijsen | Aleksandr Rumjancev |
| 16 marzo 2014 | 500 m (2)              | Jan Smeekens   | Ronald Mulder   | Michel Mulder       |

### Donne

#### Calgary
| Data             | Distanza               | Primo              | Secondo           | Terzo             |
| 8 novembre 2013  | 500 m (1)              | Lee Sang-Hwa       | Jenny Wolf        | Wang Beixing      |
| 8 novembre 2013  | 3000 m                 | Claudia Pechstein  | Martina Sáblíková | Ireen Wüst        |
| 9 novembre 2013  | 500 m (2)              | Lee Sang-Hwa       | Jenny Wolf        | Wang Beixing      |
| 9 novembre 2013  | 1500 m                 | Lotte van Beek     | Ireen Wüst        | Martina Sáblíková |
| 10 novembre 2013 | 1000 m                 | Heather Richardson | Lotte van Beek    | Brittany Bowe     |
| 10 novembre 2013 | Inseguimento a squadre | Paesi Bassi        | Giappone          | Polonia           |

#### Salt Lake City
| Data             | Distanza               | Primo             | Secondo            | Terzo              |
| 15 novembre 2013 | 500 m (1)              | Lee Sang-Hwa      | Wang Beixing       | Heather Richardson |
| 15 novembre 2013 | 3000 m                 | Martina Sáblíková | Claudia Pechstein  | Antoinette de Jong |
| 16 novembre 2013 | 500 m (2)              | Lee Sang-Hwa      | Heather Richardson | Ol'ga Fatkulina    |
| 16 novembre 2013 | 1500 m                 | Ireen Wüst        | Brittany Bowe      | Heather Richardson |
| 17 novembre 2013 | 1000 m                 | Brittany Bowe     | Heather Richardson | Ireen Wüst         |
| 17 novembre 2013 | Inseguimento a squadre | Paesi Bassi       | Canada             | Stati Uniti        |

#### Astana
| Data             | Distanza  | Primo              | Secondo           | Terzo              |
| 29 novembre 2013 | 500 m (1) | Lee Sang-Hwa       | Jenny Wolf        | Nao Kodaira        |
| 29 novembre 2013 | 5000 m    | Martina Sáblíková  | Claudia Pechstein | Yvonne Nauta       |
| 30 novembre 2013 | 500 m (2) | Lee Sang-Hwa       | Jenny Wolf        | Ol'ga Fatkulina    |
| 30 novembre 2013 | 1500 m    | Brittany Bowe      | Julija Skokova    | Brittany Schussler |
| 1º dicembre 2013 | 1000 m    | Heather Richardson | Brittany Bowe     | Ol'ga Fatkulina    |

#### Berlino
| Data            | Distanza               | Primo              | Secondo                  | Terzo              |
| 6 dicembre 2013 | 500 m (1)              | Lee Sang-Hwa       | Ol'ga Fatkulina          | Wang Beixing       |
| 6 dicembre 2013 | 3000 m                 | Martina Sáblíková  | Claudia Pechstein        | Ireen Wüst         |
| 7 dicembre 2013 | 500 m (2)              | Ol'ga Fatkulina    | Wang Beixing             | Heather Richardson |
| 7 dicembre 2013 | 1500 m                 | Ireen Wüst         | Katarzyna Bachleda-Curuś | Lotte van Beek     |
| 8 dicembre 2013 | 1000 m                 | Heather Richardson | Brittany Bowe            | Ol'ga Fatkulina    |
| 8 dicembre 2013 | Inseguimento a squadre | Paesi Bassi        | Polonia                  | Corea del Sud      |

#### Inzell
| Data         | Distanza          | Primo              | Secondo           | Terzo           |
| 7 marzo 2014 | 500 m (1)         | Heather Richardson | Judith Hesse      | Ol'ga Fatkulina |
| 7 marzo 2014 | 1500 m            | Ireen Wüst         | Lotte van Beek    | Brittany Bowe   |
| 8 marzo 2014 | 500 m (2)         | Heather Richardson | Ol'ga Fatkulina   | Jenny Wolf      |
| 8 marzo 2014 | 3000 m            | Ireen Wüst         | Martina Sáblíková | Yvonne Nauta    |
| 9 marzo 2014 | 1000 m            | Heather Richardson | Brittany Bowe     | Ol'ga Fatkulina |
| 9 marzo 2014 | Partenza in linea | Claudia Pechstein  | Janneke Ensing    | Irene Schouten  |

#### Finali -Heerenveen
| Data          | Distanza               | Primo                  | Secondo            | Terzo              |
| 14 marzo 2014 | 1500 m                 | Ireen Wüst             | Lotte van Beek     | Julija Skokova     |
| 14 marzo 2014 | Partenza in linea      | Francesca Lollobrigida | Irene Schouten     | Ivanie Blondin     |
| 15 marzo 2014 | 3000 m                 | Annouk van der Weijden | Yvonne Nauta       | Ol'ga Graf         |
| 15 marzo 2014 | 500 m (1)              | Ol'ga Fatkulina        | Heather Richardson | Nao Kodaira        |
| 16 marzo 2014 | 500 m (2)              | Ol'ga Fatkulina        | Jenny Wolf         | Heather Richardson |
| 16 marzo 2014 | 1000 m                 | Ireen Wüst             | Margot Boer        | Lotte van Beek     |
| 16 marzo 2014 | Inseguimento a squadre | Paesi Bassi            | Polonia            | Canada             |

## Classifiche

### Uomini

#### Grand World Cup
| Pos. | Nome            | Nazione     | Punti |
| ---- | --------------- | ----------- | ----- |
| 1    | Shani Davis     | Stati Uniti | 95,50 |
| 2    | Koen Verweij    | Paesi Bassi | 67,50 |
| 3    | Jorrit Bergsma  | Paesi Bassi | 50,00 |
| 4    | Michel Mulder   | Paesi Bassi | 49,25 |
| 5    | Denis Juskov    | Russia      | 43,00 |
| 6    | Denny Morrison  | Canada      | 40,00 |
| 7    | Brian Hansen    | Stati Uniti | 39,00 |
| 8    | Bart Swings     | Belgio      | 38,00 |
| 9    | Bob de Vries    | Paesi Bassi | 37,00 |
| 10   | Zbigniew Bródka | Polonia     | 25,00 |

#### 500 metri
| Pos. | Nome           | Nazione       | Punti |
| ---- | -------------- | ------------- | ----- |
| 1    | Ronald Mulder  | Paesi Bassi   | 782   |
| 2    | Michel Mulder  | Paesi Bassi   | 728   |
| 3    | Jan Smeekens   | Paesi Bassi   | 655   |
| 4    | Mo Tae-Bum     | Corea del Sud | 527   |
| 5    | Artëm Kuznecov | Russia        | 471   |

#### 1000 metri
| Pos. | Nome           | Nazione     | Punti |
| ---- | -------------- | ----------- | ----- |
| 1    | Shani Davis    | Stati Uniti | 590   |
| 2    | Denny Morrison | Canada      | 344   |
| 3    | Kjeld Nuis     | Paesi Bassi | 305   |
| 4    | Michel Mulder  | Paesi Bassi | 300   |
| 5    | Koen Verweij   | Paesi Bassi | 253   |

#### 1500 metri
| Pos. | Nome            | Nazione     | Punti |
| ---- | --------------- | ----------- | ----- |
| 1    | Koen Verweij    | Paesi Bassi | 440   |
| 2    | Denis Juskov    | Russia      | 430   |
| 3    | Shani Davis     | Stati Uniti | 401   |
| 4    | Zbigniew Bródka | Polonia     | 386   |
| 5    | Brian Hansen    | Stati Uniti | 245   |

#### 5000 e 10000 metri
| Pos. | Nome                 | Nazione     | Punti |
| ---- | -------------------- | ----------- | ----- |
| 1    | Jorrit Bergsma       | Paesi Bassi | 500   |
| 2    | Patrick Beckert      | Germania    | 311   |
| 3    | Sven Kramer          | Paesi Bassi | 300   |
| 4    | Sverre Lund Pedersen | Norvegia    | 265   |
| 5    | Jan Blokhuijsen      | Paesi Bassi | 263   |

#### Partenza in linea
| Pos. | Nome              | Nazione     | Punti |
| ---- | ----------------- | ----------- | ----- |
| 1    | Bob de Vries      | Paesi Bassi | 220   |
| 2    | Arjan Stroetinga  | Paesi Bassi | 175   |
| 3    | Bart Swings       | Belgio      | 170   |
| 4    | Maarten Swings    | Belgio      | 148   |
| 5    | Bram Smallenbroek | Austria     | 123   |

#### Inseguimento a squadre
| Pos. | Nazione       | Punti |
| ---- | ------------- | ----- |
| 1    | Paesi Bassi   | 450   |
| 2    | Stati Uniti   | 280   |
| 3    | Norvegia      | 270   |
| 4    | Polonia       | 265   |
| 5    | Corea del Sud | 220   |

### Donne

#### Grand World Cup
| Pos. | Nome               | Nazione       | Punti  |
| ---- | ------------------ | ------------- | ------ |
| 1    | Heather Richardson | Stati Uniti   | 108,25 |
| 2    | Ireen Wüst         | Paesi Bassi   | 99,00  |
| 3    | Brittany Bowe      | Stati Uniti   | 82,50  |
| 4    | Ol'ga Fatkulina    | Russia        | 75,50  |
| 5    | Lotte van Beek     | Paesi Bassi   | 67,50  |
| 6    | Martina Sáblíková  | Rep. Ceca     | 62,00  |
| 7    | Lee Sang-Hwa       | Corea del Sud | 46,00  |
| 8    | Claudia Pechstein  | Germania      | 44,00  |
| 9    | Jenny Wolf         | Germania      | 38,50  |
| 10   | Julija Skokova     | Russia        | 35,50  |

#### 500 metri
| Pos. | Nome               | Nazione       | Punti |
| ---- | ------------------ | ------------- | ----- |
| 1    | Ol'ga Fatkulina    | Russia        | 960   |
| 2    | Heather Richardson | Stati Uniti   | 915   |
| 3    | Jenny Wolf         | Germania      | 803   |
| 4    | Lee Sang-Hwa       | Corea del Sud | 700   |
| 5    | Nao Kodaira        | Giappone      | 637   |

#### 1000 metri
| Pos. | Nome               | Nazione     | Punti |
| ---- | ------------------ | ----------- | ----- |
| 1    | Heather Richardson | Stati Uniti | 555   |
| 2    | Brittany Bowe      | Stati Uniti | 500   |
| 3    | Ol'ga Fatkulina    | Russia      | 352   |
| 4    | Lotte van Beek     | Paesi Bassi | 313   |
| 5    | Margot Boer        | Paesi Bassi | 311   |

#### 1500 metri
| Pos. | Nome            | Nazione     | Punti |
| ---- | --------------- | ----------- | ----- |
| 1    | Ireen Wüst      | Paesi Bassi | 530   |
| 2    | Lotte van Beek  | Paesi Bassi | 430   |
| 3    | Brittany Bowe   | Stati Uniti | 389   |
| 4    | Julija Skokova  | Russia      | 343   |
| 5    | Marrit Leenstra | Paesi Bassi | 242   |

#### 3000 e 5000 metri
| Pos. | Nome              | Nazione     | Punti |
| ---- | ----------------- | ----------- | ----- |
| 1    | Martina Sáblíková | Rep. Ceca   | 550   |
| 2    | Claudia Pechstein | Germania    | 416   |
| 3    | Yvonne Nauta      | Paesi Bassi | 326   |
| 4    | Ol'ga Graf        | Russia      | 274   |
| 5    | Jorien Voorhuis   | Paesi Bassi | 245   |

#### Partenza in linea
| Pos. | Nome                   | Nazione     | Punti |
| ---- | ---------------------- | ----------- | ----- |
| 1    | Francesca Lollobrigida | Italia      | 200   |
| 2    | Irene Schouten         | Paesi Bassi | 190   |
| 3    | Janneke Ensing         | Paesi Bassi | 155   |
| 4    | Ivanie Blondin         | Canada      | 150   |
| 5    | Mariska Huisman        | Paesi Bassi | 150   |

#### Inseguimento a squadre
| Pos. | Nazione       | Punti |
| ---- | ------------- | ----- |
| 1    | Paesi Bassi   | 450   |
| 2    | Polonia       | 315   |
| 3    | Giappone      | 285   |
| 4    | Canada        | 280   |
| 5    | Corea del Sud | 160   |